# Dirinaria melanoclina
Dirinaria melanoclina är en lavart som först beskrevs av C. Knight, och fick sitt nu gällande namn av D.D. Awasthi 1975. Dirinaria melanoclina ingår i släktet Dirinaria och familjen Caliciaceae.   Inga underarter finns listade i Catalogue of Life.